# مانويل زايدل
مانويل زايدل (بالألمانية: Manuel Seidl)‏ (26 أكتوبر 1988 في النمسا - ) هو لاعب كرة قدم نمساوي في مركز الدفاع. شارك مع منتخب النمسا تحت 20 سنة لكرة القدم ومنتخب النمسا تحت 21 سنة لكرة القدم. أما مع النوادي، فقد لعب مع نادي فولفسبيرغر ونادي ماترسبرغ.

## وصلات خارجية
- مانويل زايدل على موقع قاعدة بيانات كرة القدم.إي يو (الإنجليزية)
- مانويل زايدل على موقع Soccerway.com (الإنجليزية)
- مانويل زايدل على موقع عالم كرة القدم.نت (الإنجليزية)